# Шпионские страсти (фильм, 2006)
«Шпионские страсти» (оригинальное название фр. L’Entente cordiale — «Сердечное согласие») — фильм французского режиссёра Венсана Де Брю, снятый в 2006 году.

## Сюжет
Аристократ и владелец заброшенного замка  Франсуа  де Ла Конш (Кристиан Клавье) пытается помочь Франции вернуть секретный микрочип, украденный грузинским торговцем мандаринами. Для этого он отправляется в Лондон. Однако, операция оказывается под угрозой, когда переводчик де Ла Конша оказывается секретным агентом.

## В ролях
| Актёр              | Роль                                                 |
| ------------------ | ---------------------------------------------------- |
| Кристиан Клавье    | Франсуа де Ла Конш (русская озвучка — Вадим Андреев) |
| Даниэль Отой       | Жан-Пьер Муанро (русская озвучка — Вячелав Баранов)  |
| Франсуа Леванталь  | подполковник Жан-Эрик Берто                          |
| Дженнифер Саундерс | директор зоопарка                                    |
| Джон Клиз          | директор банка                                       |
| Иван Франек        | Виктор Зиленко                                       |
| Шелли Конн         | Пунам                                                |